# Górnołużyckie gimnazjum w Budziszynie

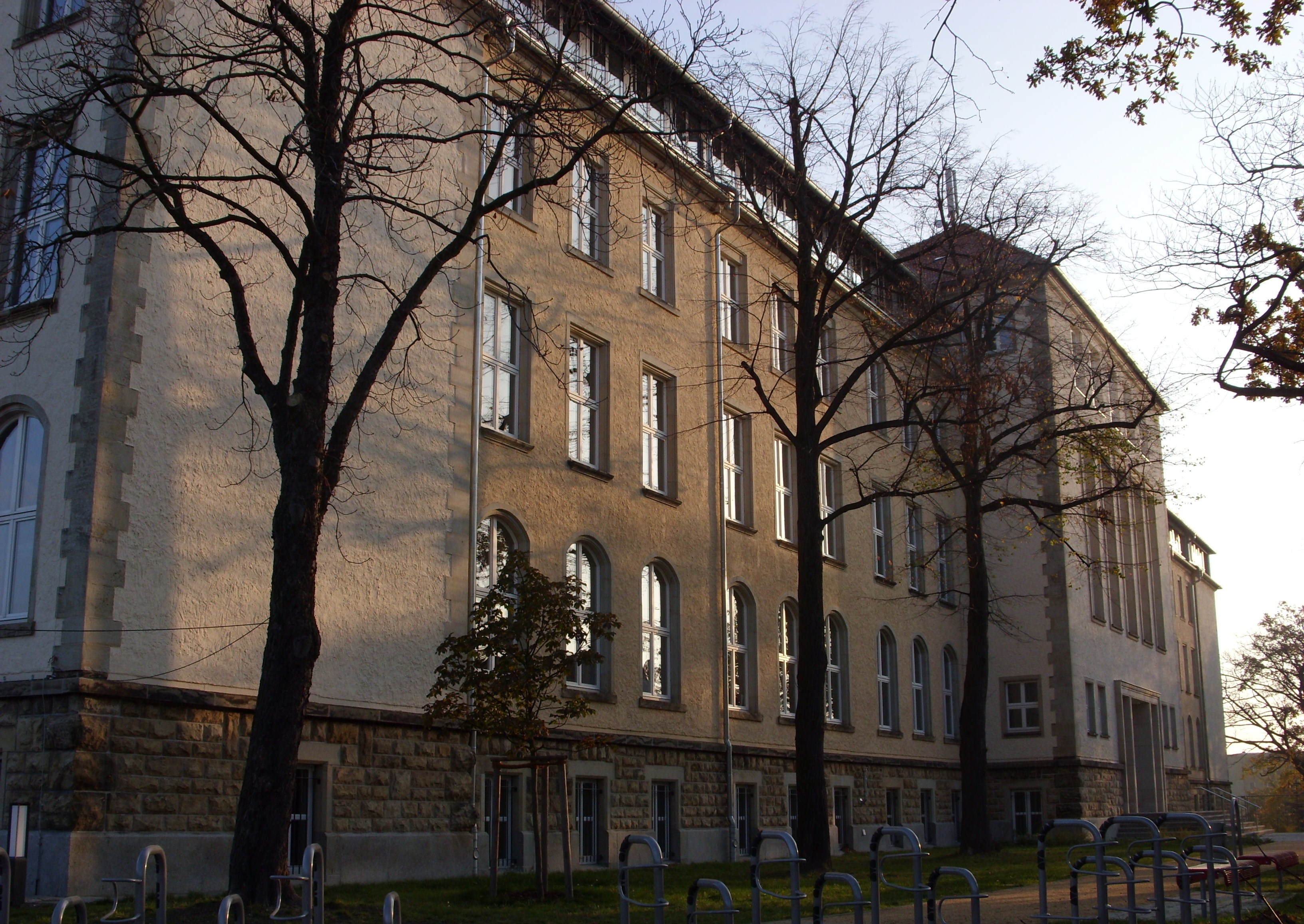
Budynek gimnazjum

Górnołużyckie gimnazjum w Budziszynie (górnołuż. Serbski gymnazij Budyšin, niem. Sorbisches Gymnasium Bautzen) - jest jedynym gimnazjum górnołużyckim.
W Chociebużu działa Dolnołużyckie gimnazjum.